# US Open 2013 (9-Ball)
Die US Open 2013 (offiziell: US Open 9-Ball Championship 2013) waren die 38. Austragung der US Open in der Poolbillarddisziplin 9-Ball. Sie fanden vom 14. bis 19. Oktober 2013 im Marriott Chesapeake in Chesapeake, Virginia, in den USA statt.
Der Amerikaner Shane van Boening, der auch Titelverteidiger war, gewann das Turnier durch einen 13:10-Sieg im Finale gegen den Philippiner Lee Van Corteza.
Der damalige 9-Ball-Weltmeister Thorsten Hohmann war mit dem 17. Platz der beste Deutsche des Turniers.

## Modus
Das Turnier wurde im Doppel-K.-o.-System gespielt. Das bedeutet, dass ein Spieler erst nach der zweiten Niederlage aus dem Turnier ausschied. In der Vorrunde wurde gespielt, bis einer der beiden Spieler 11 Spiele (sog. Racks) gewonnen hatte; im Finale wurde bis 13 gespielt.
Es begann immer der Spieler, der im vorhergehenden Rack den Punkt gemacht hat (Winnerbreak).

## Preisgeld
Insgesamt wurden 135.000 US-Dollar Preisgeld ausgeschüttet. Der Sieger erhielt davon 30.000 US-Dollar.
|           | Preisgeld   |
| --------- | ----------- |
| 1. Platz  | 30.000 US-$ |
| 2. Platz  | 15.000 US-$ |
| 3. Platz  | 10.000 US-$ |
| 4. Platz  | 7.000 US-$  |
| 5. Platz  | 5.000 US-$  |
| 7. Platz  | 3.500 US-$  |
| 9. Platz  | 2.500 US-$  |
| 13. Platz | 1.900 US-$  |
| 17. Platz | 1.400 US-$  |
| 25. Platz | 1.000 US-$  |
| 33. Platz | 700 US-$    |
| 49. Platz | 500 US-$    |

## Rangliste
Im Folgenden sind die 32 bestplatzierten Spieler angegeben.
| Platz | Spieler             |
| ----- | ------------------- |
| 1     | Shane van Boening   |
| 2     | Lee Van Corteza     |
| 3     | Jayson Shaw         |
| 4     | Niels Feijen        |
| 5     | Óscar Domínguez     |
| 5     | Chris Melling       |
| 7     | Johnny Archer       |
| 7     | Jeremy Sossei       |
| 9     | Darren Appleton     |
| 9     | Nikos Ekonomopoulos |
| 9     | Mike Dechaine       |
| 9     | Karl Boyes          |
| 13    | Corey Deuel         |
| 13    | Tommy Kennedy       |
| 13    | Keith Bennett       |
| 13    | Imran Majid         |

| Platz | Spieler              |
| ----- | -------------------- |
| 17    | Hayato Hijikata      |
| 17    | Wang Can             |
| 17    | Tom D’Alfonso        |
| 17    | Thorsten Hohmann     |
| 17    | Rodney Morris        |
| 17    | Huidji See           |
| 17    | Mika Immonen         |
| 17    | Danny Mastermaker    |
| 25    | Juan Carlos Exposito |
| 25    | Erik Hjorleif        |
| 25    | Kevin Guimond        |
| 25    | Kenichi Uchigaki     |
| 25    | Donny Mills          |
| 25    | Ralf Souquet         |
| 25    | Oliver Ortmann       |
| 25    | Shannon Daulton      |